# 토미 오어
토머스 마이클 "토미" 오어(Thomas Michael "Tommy" Oar, 1991년 12월 10일~)는 오스트레일리아의 축구 선수이다. 현재 맥아서 FC에서 활약하고 있다. 퀸즐랜드주 사우스포트 출생이다.

## 클럽 경력

### 브리즈번 로어
그는 골드코스트의 올 세인츠 앵글리컨 스쿨을 나왔고, 2008년에 졸업하였다. 오어는 2008-09 시즌의 시작을 앞두고 브리즈번 로어와 3년 계약을 체결하였다. 웰링턴 피닉스와의 그의 2번째 경기에서, 그는 첫 리그 득점을 성공시켰는데, 이는 91분에 찬 프리킥으로부터 나온 결승골이었다.
오어는 이전에 (로어의 신예 미치 니콜스와 함께) 골드 코스트의 팜 비치 샤크스에서 활약하였고, 이후 골드 코스트 대표팀에 선발되었으며, 결국 퀸즐랜드 스포츠 아카데미에 입단하여 여기에서 프랭크 퍼리나 퀸즐랜드 로어 감독의 눈에 뛰어 A-리그 클럽에 합류하게 되었다.
2009-10 시즌, 웰링턴 피닉스와의 3라운드에서 그는 첫 레드카드를 받았다.

### 위트레흐트
2010년 1월, 오어는 네덜란드인 에이전트 롭 얀선의 도움으로 2009-10 시즌 종료를 앞두고 즉시 에레디비시 거함 페예노르트와 연결되었고, 또다른 네덜란드 클럽 위트레흐트와는 로어 동료 마이클 줄로와 애덤 사로타와 함께 시즌 잔여 기간 동안 훈련을 받을 수 있도록 초대받았다.
2010년 3월, 시즌 동안의 인상적인 활약에 힘입어 그는 최우수 신인 선수로 선정되었고, A-리그 올해의 팀 후보선수로도 선정되었다.
2010년 3월, 인도네시아와의 사커루 데뷔전에서의 인상적인 활약으로 위트레흐트의 스포르팅 디렉터 푸트커 보우이의 눈도장이 찍힌 후 네덜란드에서 트라이얼 훈련을 받을 수 있게 되었다. 2010년 4월 2일, 그는 로어 동료 선수들인 마이클 줄로와 애덤 사로타와 함께 위트레흐트와 5년 합의로 합류하게 되었고, 합동 이적료는 A$1.8M정도로 책정되었다.
2010년 7월 15일, 오어는 4-0으로 이긴 티라나와의 UEFA 유로파리그 2010-11 경기 89분에 교체 투입되어 위트레흐트 데뷔전을 치르었다. 2010년 8월 15일, 그는 87분에 교체 투입되어 에레디비시 데뷔전을 치르었다. 그의 데뷔전은 2010년 8월 29일자의 트벤터전으로, 위트레흐트는 이 원정경기에서 0-4로 완패하였다.
토미 오어는 2010년 12월 15일, 리버풀과의 유로파리그 안필드 원정 경기 막판 20분을 출전하였다.
2011년 9월 22일, 오어는 데 흐라스합과의 위트레흐트 KNVB 베커르 2라운드 경기에서 환상적인 득점을 성공시켰으나, 위트레흐트가 3라운드 진출을 하기에는 역부족이었고, 에레디비시 클럽은 승부차기 끝에 밀려 떨어졌다.

## 국가대표팀 경력
2009년 12월 22일, 그는 쿠웨이트와의 2011년 아시안컵 예선전을 앞두고 오스트레일리아 국가대표팀에 차출되었으나, 출전할 기회를 잡지 못하였다. 2010년 3월 3일, 그는 오스트레일리아가 1-0으로 승리한 인도네시아와의 마지막 2011년 아시안컵 예선전에서 데뷔하였다. 그는 이 경기에서의 우수한 활약으로 언론들은 그를 해리 키웰에 견주어 보았으며, 그를 계승할 사커루 주전으로 각광하였다. 2010년 5월 24일 월요일, 그는 월드컵을 앞두고 뉴질랜드와 치른 친선전에서 또다시 사커루로 출전하였다. 그는 10분을 출전하여 쇄도할때의 움직임과, 넘치는 에너지로 칭찬받았다. 그는 짧은 시간동안의 활약으로 핌 페르베이크 감독이 남아프리카 공화국의 월드컵에 동행시킬 28인의 예비 명단에 팀동료 닉 칼과 함께 포함시키는데 이르렀다. 오어는 오스트레일리아의 월드컵 23인 최종 엔트리에 들어가는데 실패하였다. 그는 2010년 8월 11일의 슬로베니아전을 앞두고 월드컵 직후 첫 경기에서 오스트레일리아 국가대표팀에 차출되었다. 2011년 1월 2일, 오어는 2011년 AFC 아시안컵에 무릎 중상을 당해 수술로 결장이 불가피해 빠지게 된 리처드 가르시아를 대신하게 되었다. 2011년 8월, 그는 콜롬비아의 U-20 월드컵에 참가하였고, 그는 에콰도르전 막판에 27미터 프리킥으로 경기를 1-1 무승부로 끝냈다. 그는 나중에 이 골을 선수로써의 최고 골이라고 되짚었다. 이 골은 결국 대회의 골로 선정되는데 이르렀다.

### 국가대표팀 득점 기록
아래의 점수에서 왼쪽의 점수가 오스트레일리아의 점수이다.
| # | 날짜            | 경기장                                      | 상대         | 점수 | 결과 | 대회                      |
| - | --------------- | ------------------------------------------- | ------------ | ---- | ---- | ------------------------- |
| 1 | 2013년 6월 4일  | 사이타마 스타디움 2002, 사이타마, 일본      | 일본         | 1–0  | 1–1  | 2014년 FIFA 월드컵 예선전 |
| 2 | 2015년 6월 17일 | 스파르타크 스타디움, 비슈케크, 키르기스스탄 | 키르기스스탄 | 2–0  | 2–1  | 2018년 FIFA 월드컵 예선전 |

## 경력 통계
2013년 8월 15일 기준
| 클럽          | 시즌               | 단계               | 리그 | 리그 | 리그     | 컵   | 컵 | 컵       | 대륙 | 대륙 | 대륙     | 합계 | 합계 | 합계     |
| 클럽          | 시즌               | 단계               | 출장 | 골   | 어시스트 | 출장 | 골 | 어시스트 | 출장 | 골   | 어시스트 | 출장 | 골   | 어시스트 |
| ------------- | ------------------ | ------------------ | ---- | ---- | -------- | ---- | -- | -------- | ---- | ---- | -------- | ---- | ---- | -------- |
| 브리즈번 로어 | 2008–09            | A-리그             | 5    | 1    | 0        | 0    | 0  | 0        | 0    | 0    | 0        | 5    | 1    | 0        |
| 브리즈번 로어 | 2009–10            | A-리그             | 18   | 1    | 4        | 0    | 0  | 0        | 0    | 0    | 0        | 18   | 1    | 4        |
| 브리즈번 로어 | 브리즈번 로어 합계 | 브리즈번 로어 합계 | 23   | 2    | 4        | 0    | 0  | 0        | 0    | 0    | 0        | 23   | 2    | 4        |
| 위트레흐트    | 2010–11            | 에레디비시         | 7    | 0    | 0        | 0    | 0  | 0        | 4    | 0    | 0        | 11   | 0    | 0        |
| 위트레흐트    | 2011–12            | 에레디비시         | 18   | 2    | 3        | 1    | 1  | 0        | 0    | 0    | 0        | 19   | 3    | 3        |
| 위트레흐트    | 2012–13            | 에레디비시         | 27   | 1    | 7        | 2    | 0  | 1        | 0    | 0    | 0        | 29   | 1    | 8        |
| 위트레흐트    | 2013–14            | 에레디비시         | 31   | 1    | 6        | 3    | 0  | 1        | 2    | 0    | 0        | 32   | 1    | 7        |
| 위트레흐트    | 위트레흐트 합계    | 위트레흐트 합계    | 83   | 4    | 16       | 6    | 1  | 2        | 6    | 0    | 0        | 91   | 5    | 18       |
| 경력 합계     | 경력 합계          | 경력 합계          | 109  | 6    | 22       | 6    | 1  | 2        | 6    | 0    | 0        | 117  | 7    | 24       |

## 수상

### 클럽
아포엘
- 키프로스 1부 리그: 2017–18

### 국가대표팀
오스트레일리아
- AFC U-19 축구 선수권 대회: 2008

### 개인
- A-리그 올해의 신인 선수: 2009–10
- PFA A-리그 올해의 팀: 2009–10
- FFA U-20 올해의 축구 선수: 2010
- FIFA U-20 월드컵 대회의 골: 2011